# HTV-X
HTV-X (japonsky 新型宇宙ステーション補給機; znaky Shingata Uchū Sutēshon Hokyūki; česky Nové zásobovací vozidlo pro vesmírnou stanici) je připravovaná nákladní kosmická loď Japonské kosmické agentury (JAXA) určená k bezpilotnímu zásobování Mezinárodní vesmírné stanice (ISS). Jde o nástupce lodí HTV, které byly ke stejnému účelu celkem devětkrát použity v letech 2009 – 2020 a na ISS dovezly bezmála 50 tun materiálu. Stejně jako HTV, americké nákladní lodi Cygnus a první generace Dragonů společnosti SpaceX, nebudou ani HTV-X k ISS připojovány automaticky, ale pomocí robotického manipulátoru ovládaného posádkou stanice nebo pozemním personálem.

## Historie programu
V květnu 2015 – v době kdy se teprve připravoval let lodi HTV-5 – japonské Ministerstvo školství, kultury, sportu, vědy a technologií oznámilo návrh na nahrazení HTV vylepšenou, cenově výhodnější verzí, předběžně nazvanou HTV-X. V červnu 2015 byly zveřejněny základní záměry návrhu:
- v co největší míře znovu použít konstrukci hermetizované sekce HTV,

- nahradit nehermetizovanou sekci (UPL), modul avioniky a pohonný modul HTV novým servisním modulem,

- neumisťovat náklad do nehermetizované sekce uvnitř kosmické lodi, ale na horní část servisního modulu.

Opětovné použití konstrukce hermetizované sekce mělo minimalizovat rizika a náklady na vývoj. Soustředění podpůrných systémů do servisního modulu mělo zjednodušit kabeláž a vedení potrubí, snížit hmotnost a výrobní náklady. Konečně umisťování nákladu, který nemusí být dopravován v hermetizované sekci, mimo kosmickou loď by umožnilo naložit objemnější náklad než do HTV, protože jeho rozměry budou omezeny pouze krytem na špičce nosné rakety, nikoli stěnami kosmické lodi.
V prosinci 2015 byl plán vývoje HTV-X schválen Strategickým ústředím pro vesmírnou politiku Úřadu vlády s tím, že v rozpočtovém roce 2021 se počítá se startem HTV-X1 (Technical Demonstration Vehicle) pomocí rakety H3. Od června 2019 byl podle plánů provozu ISS od Integračního panelu pro plánování letů NASA start HTV-X1 stanoven na únor 2022, což bylo v souladu s plánem (rozpočtový rok v Japonsku začíná dubnem a končí v březnu následujícího roku). V prosinci 2020 již vládní dokumenty obsahovaly plán vypuštění dvou lodí, HTV-X1 v japonském rozpočtovém roce 2022 (duben 2022 – březen 2023) a HTV-X2 v rozpočtovém roce 2023 (duben 2023 – březen 2024).
V říjnu 2022 však byl oznámen posun očekávaného startu z roku 2023 na rok 2024. Komplikaci v termínovém kalendáři pak způsobil nezdar při prvním testovacím startu nosiče H3 v březnu 2023 a revize politiky výzkumu vesmíru zveřejněná v prosinci 2023 misi HTV-X1 přiřadila do fiskálního roku 2025, tedy do období od dubna 2025 do března 2026.
Raketa H3 tak sice provedla první úspěšný start až 17. února 2024 a zopakovala ho 1. července 2024, ale od té doby JAXA o plánovaném termínu startu letu HTV-X1 nevydala žádné oficiální stanovisko. Ředitelka programu ISS Robyn Gatensová v září 2024 v prezentaci harmonogramu pro nadcházející Expedici 72 uvedla, že se první let HTV-X neuskuteční dříve než v září 2025.
To nezpochybnili ani zástupci výrobce Mitsubishi Electric a JAXA při představení servisního modulu novinářům 10. prosince 2024. Uvedli přitom, že hlavní předností lodi je dvojí užití jak pro dopravu materiálu na stanici (ISS a později její nástupkyni nebo nástupkyně), tak pro provedení různých demonstrací a experimentů v době mezi odpojením od stanice a vstupem do atmosféry. A dodali, že finanční náklady na sedmiletý vývoj kosmické lodi dosáhly 35,6 miliardy jenů, tedy několik set milionů amerických dolarů.

## Popis lodi
Konečná podoba HTV-X se skládá ze tří částí:
- horní část lodi bude tvořit paleta univerzálního přepravního systému (Unpresurized Cargo Support System) pro upevnění nákladu, který nemusí být uložen v hermetizovaném modulu;
- 2.7 m vysoký centrální servisní modul, který by mohl fungovat i samostatně, protože bude kompletně zajišťovat všechny činnosti potřebné pro splnění mise včetně výroby elektřinu, k čemuž bude vybaven dvěma poli vyklápěcích solárních panelů schopných generovat 1 kW elektrické energie (oproti 200 W generovaným HTV),
- 3,5 metru vysoký hermetizovaný modul v dolní části sestavy (u HTV byl umístěn na vrchu sestavy a o 0,2 metru kratší) bude doplněn o přídavný boční přístupový poklop, který umožní pozdní nakládku na startovací rampě ještě 24 hodin před startem (oproti 80 hodinám u HTV).[13]

Loď bude měřit na výšku 8,0 metru, při maximálním využití prostoru v horní části až 10 metrů (HTV 9,8 metru), průměr bude 4,4 metru (stejně jako u HTV). K ISS se bude připojovat s využitím robotické ruky stanice, podobně jako HTV a některé další nákladní lodě (Cygnus nebo již nepoužívaná první verze Dragonů). Spojovací mechanismus bude umístěn ve spodní části hermetizovaného modulu.
Na rozdíl od HTV budou z HTV-X odstraněny hlavní trysky a loď bude odkázána pouze na sadu menších motorů systému řízení umístěných v prstenci kolem servisního modulu. Palivové nádrže přitom pojmou o 30 % paliva více, než tomu bylo u HTV.
Výsledkem celkového zjednodušení konstrukce a modernizace lodi bude snížení startovní hmotnosti HTV-X na 16 000 kg (z 16 500 kg u HTV), zatímco maximální hmotnost nákladu – včetně vaků a podpůrných konstrukcí (tzv. racků) – se zvýší na 7 200 kg (oproti 6 000 kg u HTV). Čistá hmotnost nákladu (bez obalů) tak dosáhne 5 850 kg (u HTV 4 000 kg), z toho 4 070 kg v hermetizovaném modulu a 1750 kg na paletě univerzálního přepravního systému. Navíc se podstatně zkrátí doba montáže nákladu na nosnou raketu v kosmickém středisku Tanegašima – zatímco u HTV začínala 14 týdnů před startem, u HTV-X začne o 11 týdnů později. pouze (TNSC) byla u HTV-X ve srovnání s KOUNOTORI zkrácena. Mohou tak být pružněji uspokojovány potřeby jednotlivých majitelů nákladu.
JAXA v únoru 2023 oznámila, že pro let HTV-X2 společně s NASA pracuje na návrhu předvedení technologie automatického dokování JDOCX.
Životnost lodi je projektována na 6 měsíců při připojení k ISS, po nichž může následovat ještě dalších až 18 měsíců samostatného letu při plnění dalších úkolů.

### Varianta HTV-XG
Od roku 2021 se uvažuje o další evoluční verzi HTV-X nazvané HTV-XG, která by po vynesení raketou varianty H3 Heavy převážela náklad na vesmírnou stanici Gateway v rámci programu Artemis.
Vývoj a výrobu lodi připadl společnosti Mitsubishi Heavy Industries ve spolupráci s Mitsubishi Electric Corporation. V roce 2019 se k projektu připojila také Sierra Nevada Corporation.

## Seznam letů
Lodi HTV-X k ISS budou vynášeny nosnou raketou H3 z japonského kosmodromu Tanegašima.
|   | Kosmická loď | Nosná raketa | Náklad (kg) | Start (UTC)                   | Připojení k ISS (UTC) | Port ISS    | Odpojení od ISS (UTC) | Doba spojení s ISS | Zánik (UTC) | Pozn. |
| - | ------------ | ------------ | ----------- | ----------------------------- | --------------------- | ----------- | --------------------- | ------------------ | ----------- | ----- |
| 1 | HTV-X1       | H3           |             | září 2025 (nejdříve)          |                       | Unity nadir |                       | až 6 měsíců        |             |       |
| 2 | HTV-X2       | H3           |             | dosud nebyl oficiálně ohlášen |                       | Unity nadir |                       | až 6 mesíců        |             |       |